# 阿尔奇多纳
阿尔奇多纳，是西班牙安达卢西亚自治区马拉加省的一个市镇。 总面积186平方公里，总人口8157人（2001年），人口密度44人/平方公里。